# Halichoanolaimus consimilis
Halichoanolaimus consimilis är en rundmaskart. Halichoanolaimus consimilis ingår i släktet Halichoanolaimus, och familjen Choniolaimidae. Arten är reproducerande i Sverige.